# Kommittén för ökad kvinnorepresentation

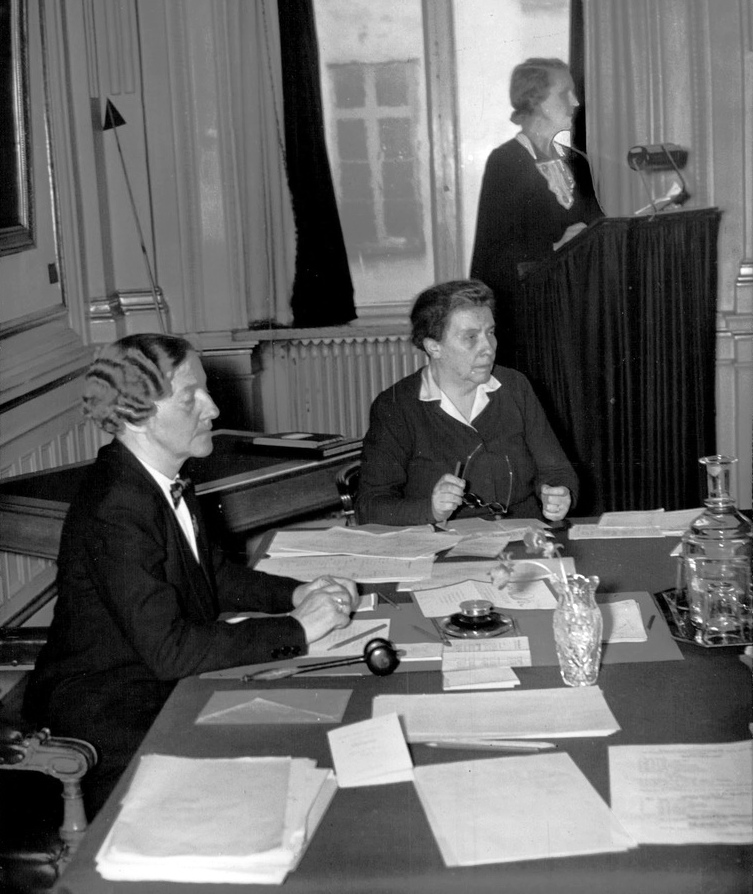
Hanna Rydh, från
Fredrika Bremer-förbundets diskussion om kvinnornas löneproblem

Kommittén för ökad kvinnorepresentation, även kallad Den ökade, var en svensk kvinnoförening, bildad 1937. 
Den verkade för att öka kvinnors politiska representation på alla nivåer. Den samverkade med olika opolitiska kvinnoorganisationer för att pressa de politiska partierna att placera fler kvinnor på valbar plats, och uppmana kvinnor att engagera sig partipolitiskt. Den uteslöt dock politiska kvinnoförbund då de ville verka partipolitiskt obundna. Föreningen var verksam till 1948, med blygsam framgång. 

## Bakgrund
Kvinnor i Sverige hade fått villkorlig kommunal rösträtt 1862 och kommunal valbarhet 1909 innan de fick rösträtt och valbarhet på riksnivå 1921. 
De första kvinnorna hade valts in i kommunala församlingar 1910 och i riksdagens två kamrar 1921, men endast i låga antal. Föreningen Kvinnolistan hade bildats 1927 för att öka antalet kvinnor i politiska församlingar, men misslyckats med sin kampanj. 
Kvinnor var under 1930-talet representerade i politiken på de flesta håll, men endast i mycket blygsamt antal. Ett vanligt scenario var att det fanns endast en enda "obligatorisk kvinna" i en politisk församling, som sedan fick representera kvinnor i alla sammanhang och fick sitta på alla poster som tilldelades kvinnor. 
Under mandatperioden 1933–1936 fanns det endast sju kvinnor i riksdagen (en i första kammaren och sex i andra kammaren), och 1937-1940 elva stycken (alla i andra kammaren). 
Diskussioner om att bilda föreningen hade börjat 1935, när Hanna Rydh bildade lokalföreningar för Fredrika Bremer-förbundet och föreläste om vikten av ökad representation för kvinnor inom politiken. 
Situationen i Danmark, där det 1935-39 endast satt fem kvinnor i folketinget, var likartad som i Sverige, och där hade Dansk Kvindesamfund 1936 bildat Danske Kvinders politiske Samraad under Ingrid Larsen för att verka för ökad kvinnorepresentation i folketinget.

## Grundande och organisation
Kommittén för ökad kvinnorepresentation bildades 1937 på initiativ av Fredrika Bremer-förbundet, och fungerade som en paraplyorganisation för omkring fyrtio föreningar med hundratusentals kvinnor.
Bland de föreningar som anslöt fanns Yrkeskvinnornas Riksförbund, Svenska Husmodersförbundet, Svenska Kvinnoföreningarnas Samarbetskommitté, Svenska kvinnors medborgarförbund och Svenska kvinnors nationalförbund. 
Bland dess medlemmar fanns Hanna Rydh (ordförande under hela dess existens) och Axianne Thorstensson, som beskrivs som de ledande krafterna; Karin Kock, Alva Myrdal, och sekreterarna  Brita Åkerman Johansson, Birgitta von Hofsten och Astrid Westergren. 

## Verksamhet
Syftet var att verka för en ökad kvinnlig politisk representation i öka kvinnors representation i kommun, landsting, riksdag och i kommunala nämnder, i utskott och i beredningar, under paroller som ”Utan kvinnor, inget folkstyre” och ”Kvinnor, vi kan – vi behövs!”.
Dess strategi angavs som: 
1) nå ut till många kvinnor med information om vikten av ökad kvinnorepresentation i politiska församlingar, detta via opolitiska kvinnoorganisationer, och
2) därigenom öka kvinnorepresentationen inom den befintliga partistrukturen, i de befintliga partierna.
De agerade tillsammans med opolitiska kvinnoföreningar för att utöva press på partierna att acceptera fler kvinnor, och anmodade enskilda kvinnor att bli politiskt verksamma.

## Avslut
Kommittén för ökad kvinnorepresentation varade till 1948. Föreningen ville verka partipolitiskt obunden, vilket ledde till att de uteslöt de politiska partiernas kvinnoförbund från medlemskap. Detta tros ha medverkat till att de bara nådde blygsam framgång. 
Under mandatperioden 1941–1944 fanns det 19 kvinnor i riksdagen (en i första kammaren, 18 i andra kammaren), och 1945-1948 fanns det 21 stycken (tre i första kammaren, 18 i andra kammaren).